# Abacetus straneoi
Abacetus straneoi is een keversoort uit de familie van de loopkevers (Carabidae). De wetenschappelijke naam van de soort is voor het eerst geldig gepubliceerd in 1946 door Basilewsky.